# 小郡市
小郡市（日语：／ Ogōri shi */?）是位于日本福岡縣南部的一個城市，屬於福岡都市圈的一部份。
根據《肥前國風土記》的記載。轄區內的七夕神社於730年已經存在，為日本境內最早開始有七夕活動的地方。

## 人口
| 小郡市人口分布圖 |                                               |  |
| 小郡市與日本全國年齡別人口分布比較圖 （2005年資料） | 小郡市的年齡、男女別人口分布圖 （2005年資料） |  |
| ■紫色是小郡市 ■綠色是全国 | ■藍色是男性 ■紅色是女性                       |  |
| 小郡市人口變化 \| 1970年 \| 30,469人 \| \| \| 1975年 \| 36,914人 \| \| \| 1980年 \| 41,057人 \| \| \| 1985年 \| 43,811人 \| \| \| 1990年 \| 47,116人 \| \| \| 1995年 \| 50,612人 \| \| \| 2000年 \| 54,583人 \| \| \| 2005年 \| 57,481人 \| \| \| 2010年 \| 58,499人 \| \| \| 2015年 \| 57,983人 \| \| \| 2020年 \| 59,360人 \| \| |                                               |  |
| 資料來源：日本總務省統計中心提供之人口普查數據 |                                               |  |
| 1970年 | 30,469人                                      |  |
| 1975年 | 36,914人                                      |  |
| 1980年 | 41,057人                                      |  |
| 1985年 | 43,811人                                      |  |
| 1990年 | 47,116人                                      |  |
| 1995年 | 50,612人                                      |  |
| 2000年 | 54,583人                                      |  |
| 2005年 | 57,481人                                      |  |
| 2010年 | 58,499人                                      |  |
| 2015年 | 57,983人                                      |  |
| 2020年 | 59,360人                                      |  |

## 歷史

### 年表
- 1955年3月31日：三井郡小郡村、三國村、立石村、御原村、味坂村合併為小郡町。
- 1972年4月1日：改制為小郡市。[2]

### 變遷表
| 1889年以前 | 1889年4月1日  | 1896年2月26日 - 1926年 | 1926年 - 1954年      | 1955年 - 1964年      | 1965年 - 1988年     | 1989年 - 現在       | 現在                |
| ---------- | ------------- | ---------------------- | -------------------- | -------------------- | ------------------- | ------------------- | ------------------- |
|            | 御井郡 味坂村 | 三井郡 味坂村          | 三井郡 味坂村        | 1955年3月31日 小郡町 | 1972年4月1日 小郡市 | 1972年4月1日 小郡市 | 1972年4月1日 小郡市 |
|            | 御原郡 小郡村 | 三井郡 小郡村          | 1953年12月1日 小郡町 | 1955年3月31日 小郡町 | 1972年4月1日 小郡市 | 1972年4月1日 小郡市 | 1972年4月1日 小郡市 |
|            | 御原郡 御原村 | 三井郡 御原村          | 三井郡 御原村        | 1955年3月31日 小郡町 | 1972年4月1日 小郡市 | 1972年4月1日 小郡市 | 1972年4月1日 小郡市 |
|            | 御原郡 立石村 | 三井郡 立石村          | 三井郡 立石村        | 1955年3月31日 小郡町 | 1972年4月1日 小郡市 | 1972年4月1日 小郡市 | 1972年4月1日 小郡市 |
|            | 御原郡 三國村 | 三井郡 三國村          | 三井郡 三國村        | 1955年3月31日 小郡町 | 1972年4月1日 小郡市 | 1972年4月1日 小郡市 | 1972年4月1日 小郡市 |

## 交通

### 鐵路
- 西日本鐵道
  - 天神大牟田線：津古車站 - 三國丘車站 - 三澤車站 - 大保車站 - 西鐵小郡車站 - 端間車站 - 味坂車站
- 甘木鐵道
  - 甘木線：小郡車站 - 大板井車站 - 松崎車站 - 今隈車站

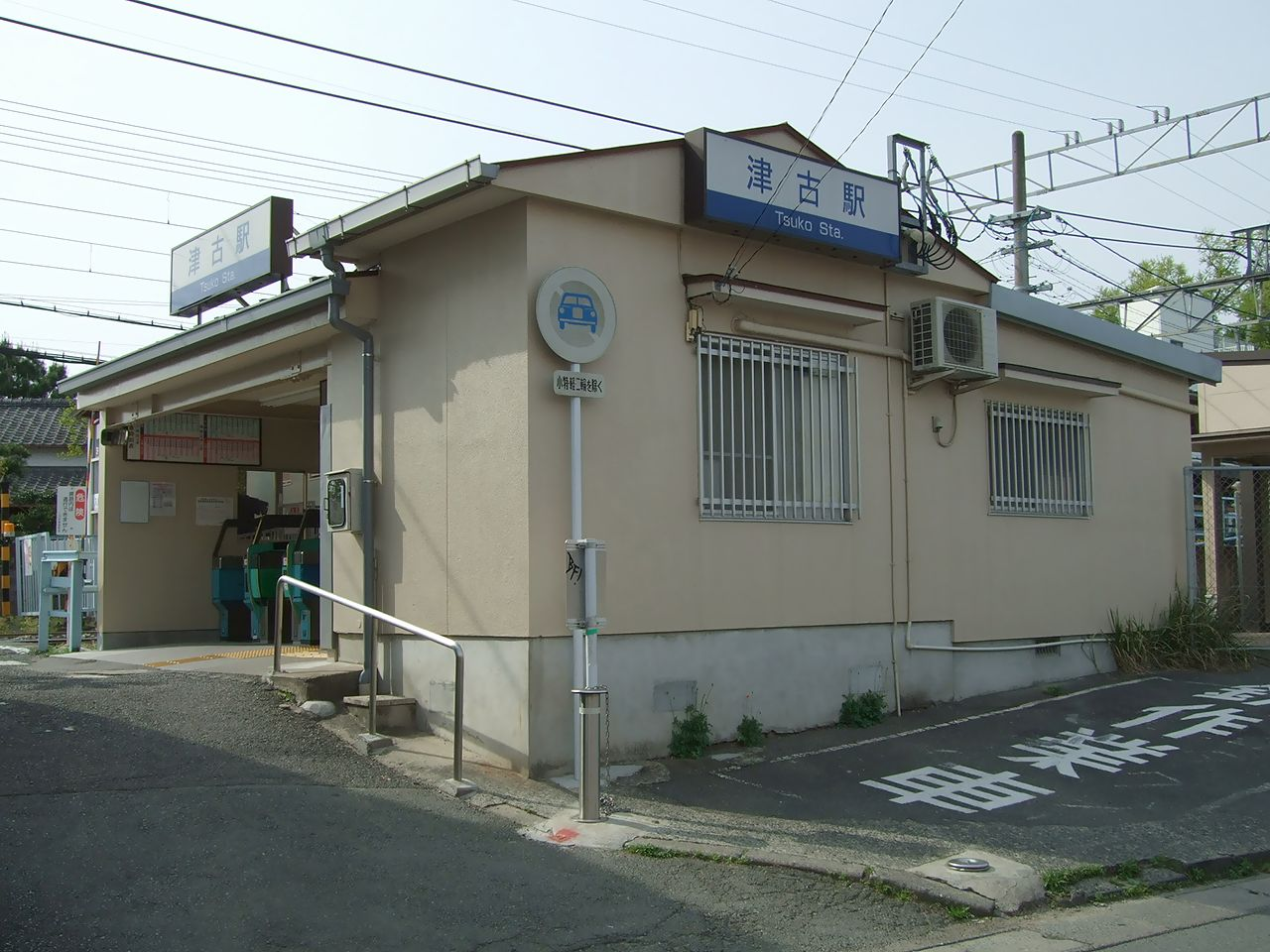
津古車站
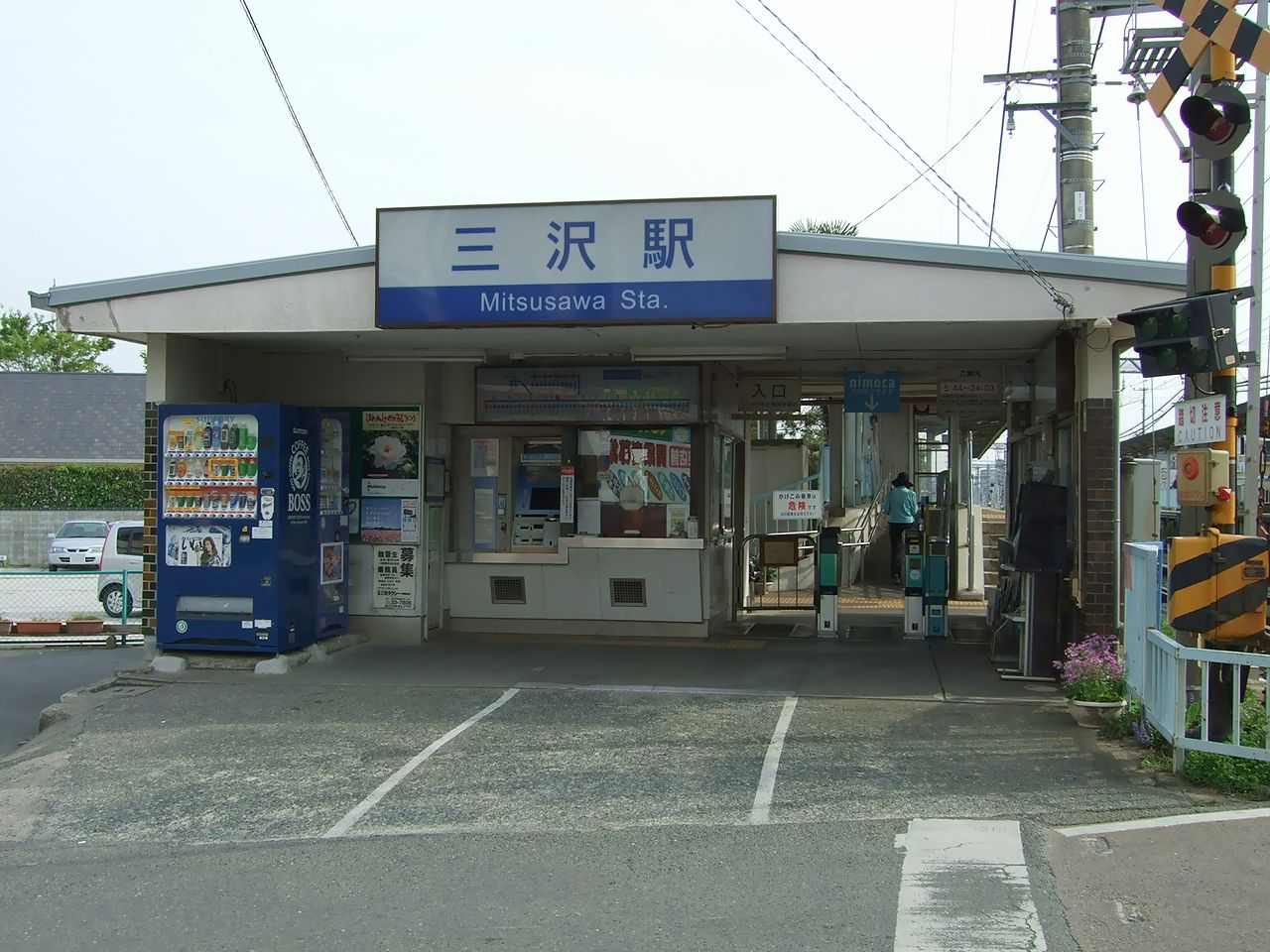
三澤車站]
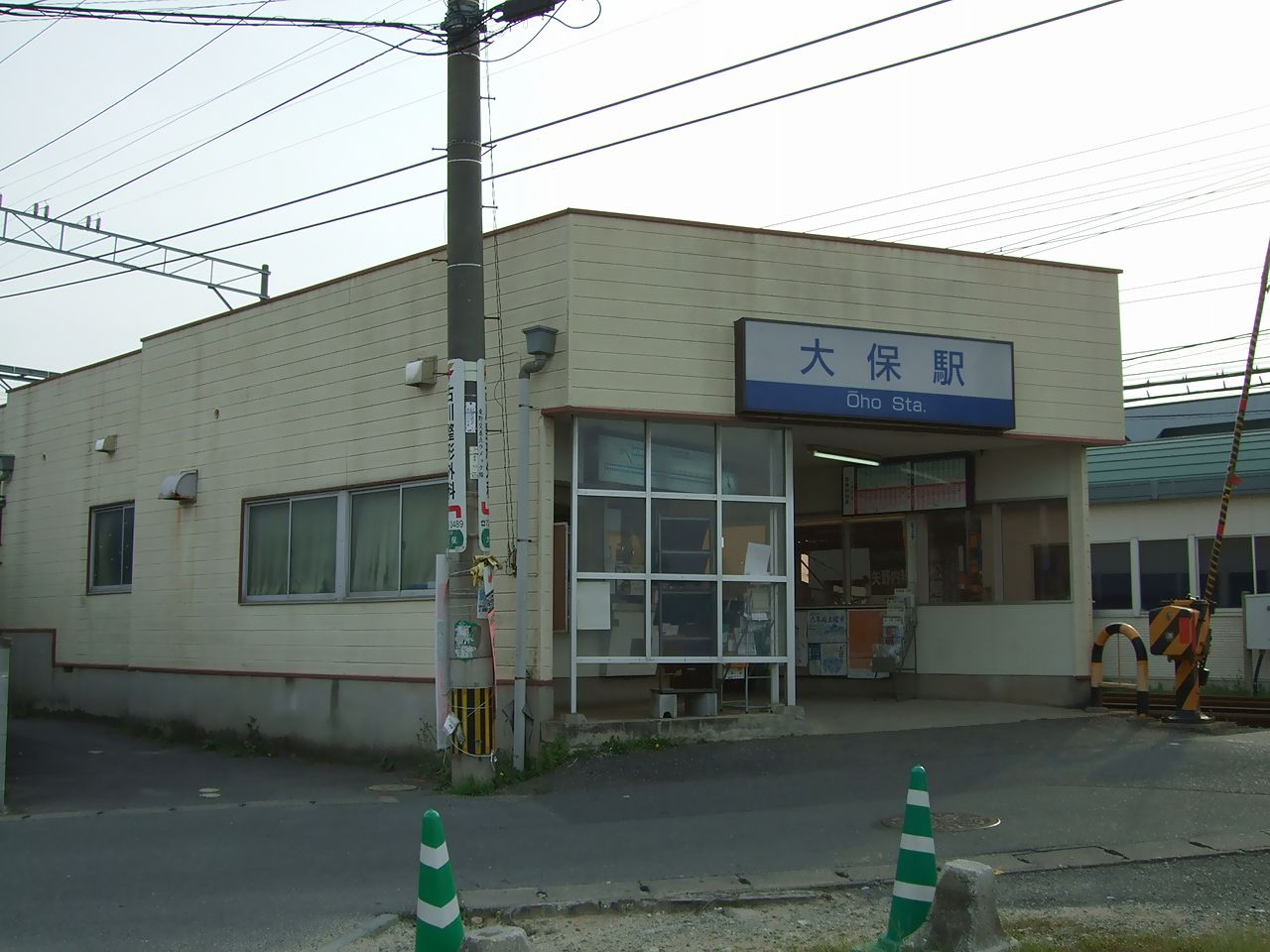
大保車站
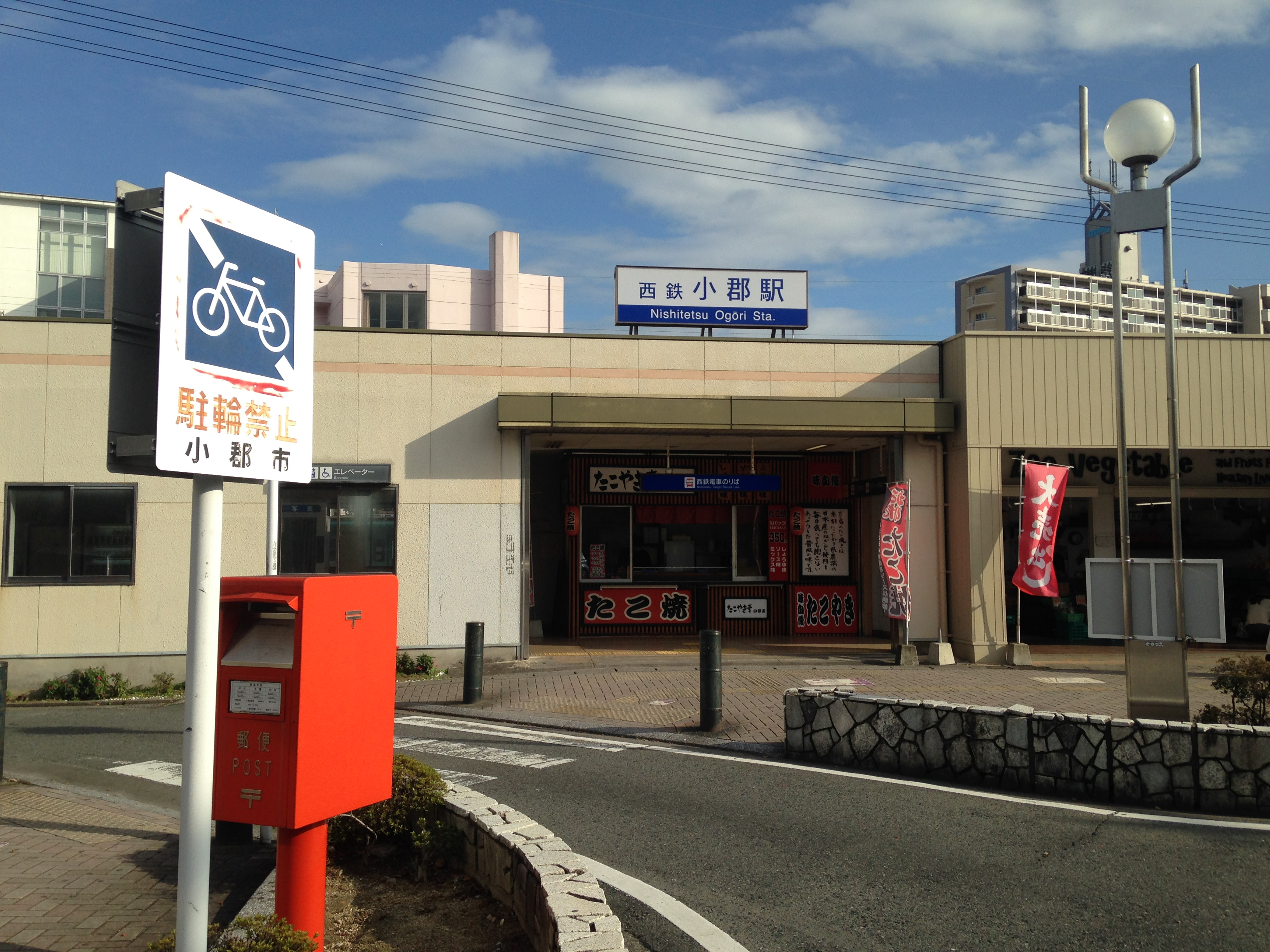
西鐵小郡車站
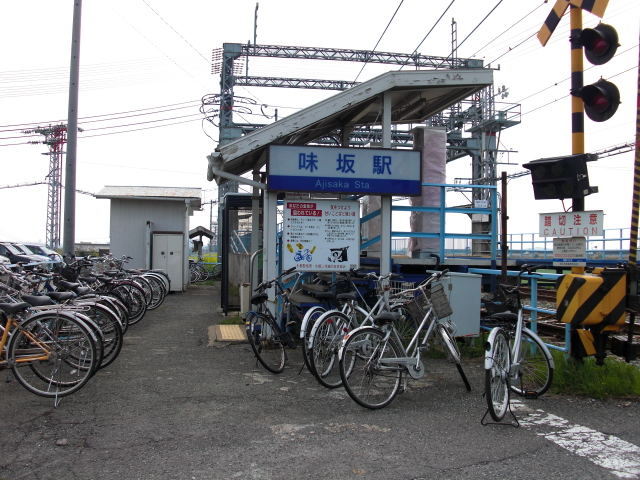
味坂車站
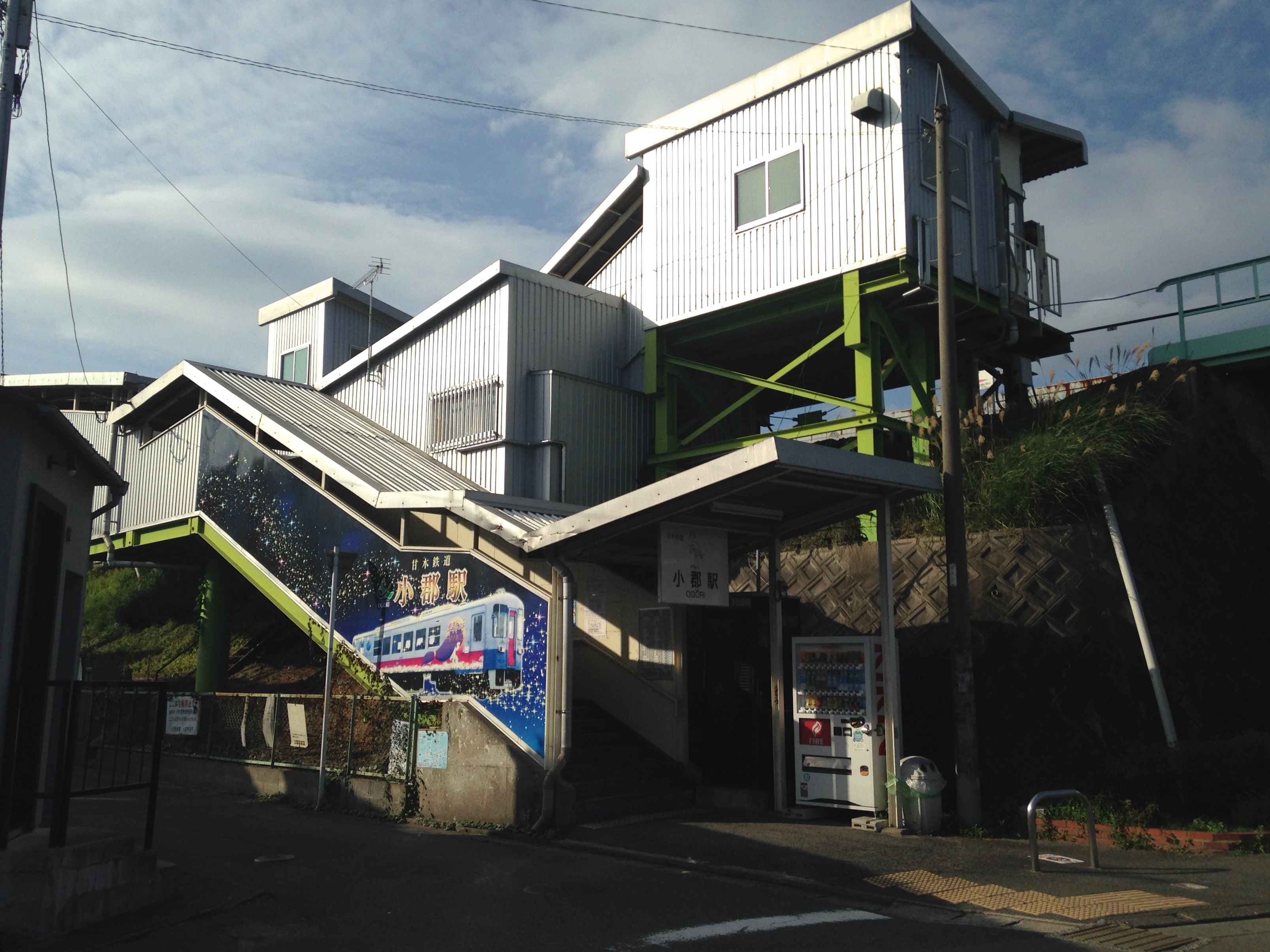
小郡車站

### 道路
高速公路
- 九州自動車道：（鳥栖市） - 小郡鳥栖南智慧交流道（日语：小郡鳥栖南スマートインターチェンジ） - （久留米市）
- 大分自動車道：（鳥栖市） - 井上休息區（日语：井上パーキングエリア） - 筑後小郡交流道（日语：筑後小郡インターチェンジ） - （大刀洗町）

## 觀光資源

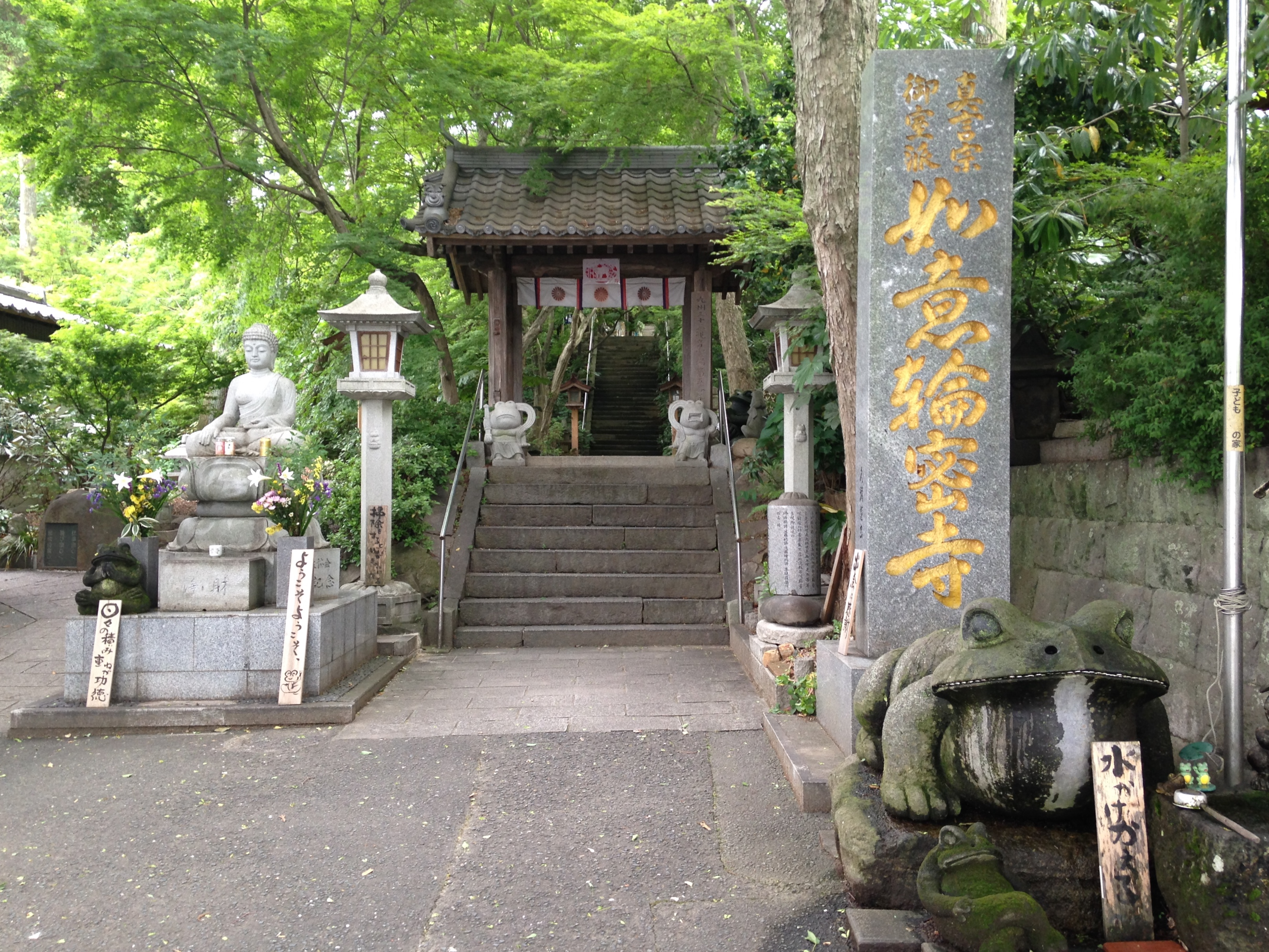
如意輪寺的山門

- 小郡官衙遺跡（日语：小郡官衙遺跡）
- 七夕神社（日语：七夕神社）
- 如意輪寺（日语：如意輪寺）（蛙寺）

## 教育
大學
- 九州情報大學（日语：九州情報大学）小郡校區

高等學校
- 福岡縣立小郡高等學校（日语：福岡県立小郡高等学校）
- 福岡縣立三井高等學校（日语：福岡県立三井高等学校）

## 本地出身之名人
- 高松凌雲：明治時期的醫師，推廣紅十字運動者
- 野田宇太郎：詩人
- 帚木蓬生：小説家
- 帆足和幸：職業棒球選手
- 上杉佐一郎：社会運動者
- 組坂繁之：社会運動者
- 中野シツ：曾為日本最長壽者
- 中願寺雄吉：生於筑紫野市，後居住於小郡市，曾為世界最長壽的男性

## 外部連結
- （日語） 小郡市的Facebook專頁
- （日語） 小郡市的X（前Twitter）